# Ländchesbahn
| |                         |                                    |                                    |
| Streckennummer (DB): | 3501                    |                                    |                                    |
| Kursbuchstrecke (DB): | 627                     |                                    |                                    |
| Kursbuchstrecke: | 167a (1934) 195b (1946) |                                    |                                    |
| Streckenlänge: | 16,973 km               |                                    |                                    |
| Spurweite: | 1435 mm (Normalspur)    |                                    |                                    |
| |                         |                                    |                                    |
| \| \| \| von Wiesbaden Hbf \| \| \| \| \| von Wiesbaden Ost \| \| \| \| 2,813 \| Wiesbaden-Kinzenberg (Abzw) \| Wiesbaden-Kinzenberg (Abzw) \| \| \| \| nach Breckenheim \| \| \| \| 4,30 \| zum Flugplatz Wiesbaden-Erbenheim \| zum Flugplatz Wiesbaden-Erbenheim \| \| \| 4,873 \| Wiesbaden-Erbenheim \| Wiesbaden-Erbenheim \| \| \| 9,242 \| Wiesbaden-Igstadt \| Wiesbaden-Igstadt \| \| \| 13,278 \| Auringen-Medenbach \| Auringen-Medenbach \| \| \| \| Schnellfahrstrecke Köln–Rhein/Main \| \| \| \| 16,90 \| Grauer Stein-Tunnel (235 m) \| Grauer Stein-Tunnel (235 m) \| \| \| 17,80 \| Rhein-Main-Theater (1996–1998) \| Rhein-Main-Theater (1996–1998) \| \| \| \| von Frankfurt \| \| \| \| 19,786 \| Niedernhausen (Taunus) \| Niedernhausen (Taunus) \| \| \| \| nach Limburg \| \| \| \| \| \| \| \| Quellen: [1][2] \| \| \| \| |                         |                                    |                                    |
| |                         | von Wiesbaden Hbf                  |                                    |
| Abzweig geradeaus und ehemals von rechts |                         | von Wiesbaden Ost                  | von Wiesbaden Ost                  |
| Blockstelle | 2,813                   | Wiesbaden-Kinzenberg (Abzw)        | Wiesbaden-Kinzenberg (Abzw)        |
| Abzweig geradeaus und nach rechts |                         | nach Breckenheim                   | nach Breckenheim                   |
| Abzweig geradeaus und ehemals nach rechts | 4,30                    | zum Flugplatz Wiesbaden-Erbenheim  | zum Flugplatz Wiesbaden-Erbenheim  |
| Haltepunkt / Haltestelle | 4,873                   | Wiesbaden-Erbenheim                | Wiesbaden-Erbenheim                |
| Bahnhof | 9,242                   | Wiesbaden-Igstadt                  | Wiesbaden-Igstadt                  |
| Haltepunkt / Haltestelle | 13,278                  | Auringen-Medenbach                 | Auringen-Medenbach                 |
| Kreuzung geradeaus unten |                         | Schnellfahrstrecke Köln–Rhein/Main | Schnellfahrstrecke Köln–Rhein/Main |
| Tunnel | 16,90                   | Grauer Stein-Tunnel (235 m)        | Grauer Stein-Tunnel (235 m)        |
| ehemaliger Haltepunkt / Haltestelle | 17,80                   | Rhein-Main-Theater (1996–1998)     | Rhein-Main-Theater (1996–1998)     |
| Abzweig geradeaus und von rechts |                         | von Frankfurt                      | von Frankfurt                      |
| Bahnhof | 19,786                  | Niedernhausen (Taunus)             | Niedernhausen (Taunus)             |
| |                         | nach Limburg                       |                                    |
| |                         |                                    |                                    |
| Quellen: |                         |                                    |                                    |

Die Ländchesbahn ist eine 16,973 Kilometer lange, eingleisige und nicht elektrifizierte Nebenbahn zwischen Wiesbaden und Niedernhausen (Taunus). Sie begann ursprünglich im Wiesbadener Hauptbahnhof beziehungsweise davor im Ludwigsbahnhof, seit 2002 gehört der Abschnitt bis zur Abzweigstelle Wiesbaden-Kinzenberg aber zur damals neu eröffneten Bahnstrecke Breckenheim–Wiesbaden.

## Geschichte

Lage des Ludwigsbahnhofs in Wiesbaden um 1895

Die Hessische Ludwigsbahn baute und betrieb ab 1877 die Main-Lahn-Bahn, die durch Niedernhausen führt. Um eine Verbindung von dort nach Wiesbaden zu erhalten, wo bereits die Taunus-Eisenbahn und die Rechte Rheinstrecke endeten, wurde die Bahnstrecke gemeinsam mit dem Ludwigsbahnhof Wiesbaden am 1. Juli 1879 eröffnet. In Vorbereitung des Neubaus des Wiesbadener Hauptbahnhofes musste die Einführung der Strecke in Wiesbaden über mehr als sechs Kilometer neu errichtet werden. Dieser Neubauabschnitt ging 1904 in Betrieb, 1906 dann eine Verbindungsstrecke zum Eilgutbahnhof Wiesbaden Süd. Mit der Eröffnung des Wiesbadener Hauptbahnhofs 1906 wurde der Ludwigsbahnhof geschlossen und die Strecke verkürzte sich um etwa einen Kilometer. Nach der Eröffnung der Pferderennbahn auf dem Gelände des heutigen Flugplatzes in Erbenheim verkehrten die Züge an Renntagen in der Spitze im 10-Minuten-Takt bis Erbenheim.
Zum 1. Oktober 1907 wurde die Strecke aus der Zuständigkeit der Direktion Frankfurt ausgegliedert und an die Eisenbahndirektion Mainz abgegeben. Am 10. Februar 1914 wurden „mit Eintritt der Dunkelheit“ neue „Doppellichtvorsignale“ in Betrieb genommen, die dem heute noch gebräuchlichen Modell des Formsignals entsprachen.

## Verlauf

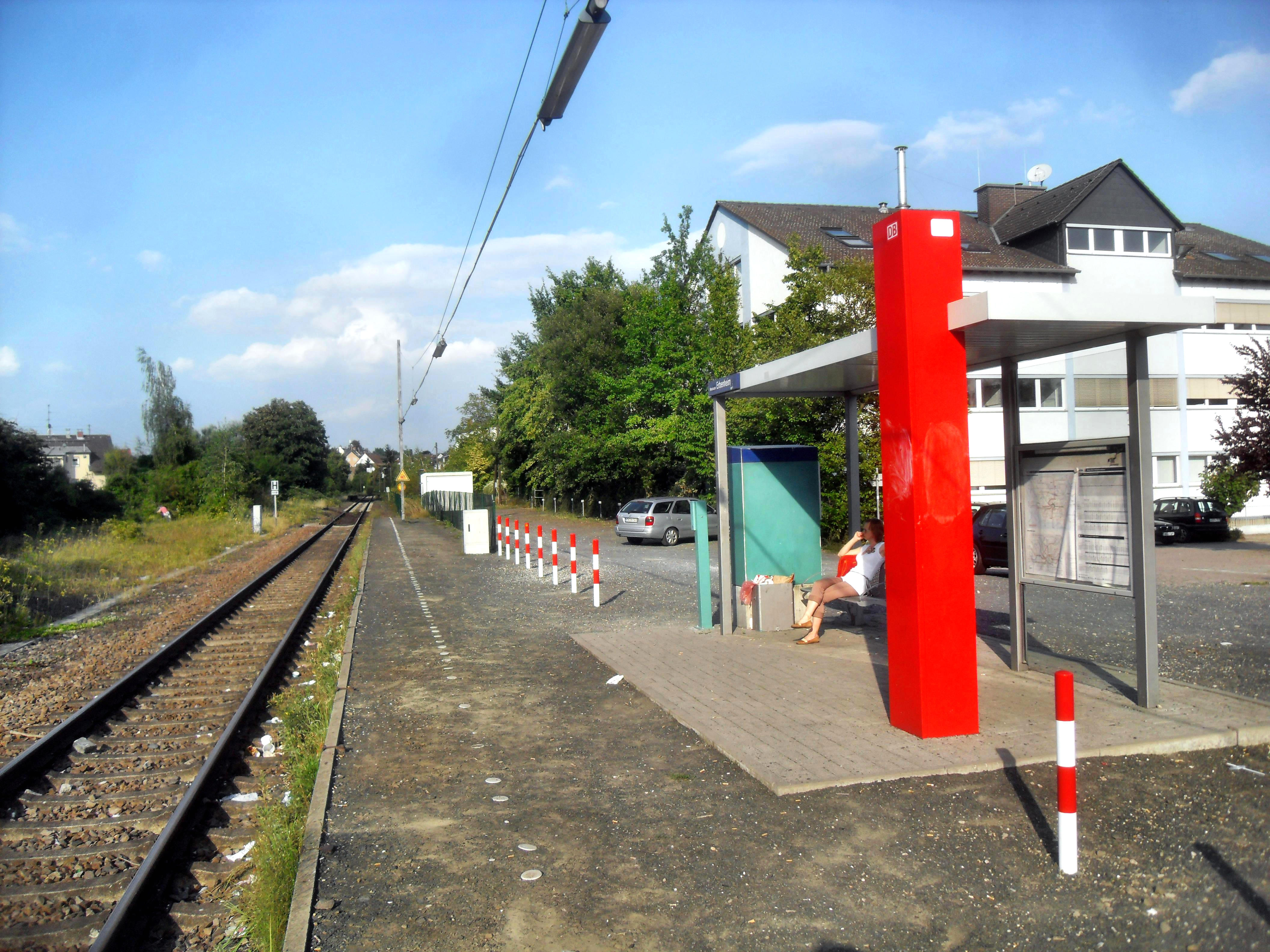
Bahnhof Wiesbaden-Erbenheim

Die ursprünglich vollständig eingleisige Strecke begann bis 2002 auf der Westseite des Wiesbadener Hauptbahnhofs. Im Bereich der Hammermühle und vor den Bahnhöfen Wiesbaden Ost bzw. Biebrich überquerte sie die verkehrsreichen Streckengleise nach Frankfurt, Mainz und Koblenz, und schwenkte nach Osten um dem Tal des Wäschbachs folgend stetig anzusteigen. Hinter dem Überwerfungsbauwerk schwenkte ursprünglich die überwiegend dem Güterverkehr dienende Strecke von Wiesbaden Ost zum Flugplatz Wiesbaden-Erbenheim an das Gleis der Ländchesbahn an, so dass auf dem gemeinsamen Bahndamm zwei eingleisige Strecken nebeneinander lagen, die nur am Bahnhof Wiesbaden-Erbenheim miteinander verbunden waren. Im Jahr 2002 wurde diese Verbindung stillgelegt und der Abschnitt vom Hauptbahnhof bis kurz vor Erbenheim der Wiesbadener Anbindung an die Schnellfahrstrecke Köln–Rhein/Main zugeschlagen. Dieser ist heute zweigleisig und elektrifiziert. Er verläuft in einem relativ flachen Gelände und weist demzufolge auch keine nennenswerten Kunstbauwerke auf. Das Anschlussgleis in Richtung Flugplatz Erbenheim war in diesem Zusammenhang ebenfalls erneuert worden, wurde aber kaum genutzt und im Jahr 2011 größtenteils demontiert.
Ab Wiesbaden-Erbenheim führt die Strecke durch das namensgebende Ländchen und steigt dabei in Richtung Norden stetig an. Zwischen dem Haltepunkt Auringen-Medenbach und dem Bahnhof Niedernhausen, dem Endpunkt der Ländchesbahn, unterquert sie zunächst die Schnellfahrstrecke Köln–Rhein/Main und dann in dem 197 m langen Tunnel „Grauer Stein“ einen Höhenkamm des Taunus, auf dem die Bundesautobahn 3 und die Bundesstraße 455 verlaufen. Der im Jahr 1878 erbaute Eisenbahntunnel wurde von 1998 bis 2000 aus Gründen der Betriebssicherheit vollständig erneuert. Er war ursprünglich für zweigleisigen Betrieb ausgelegt, wurde jedoch von Anfang an nur eingleisig befahren. Der große Querschnitt und die Tatsache, dass der Tunnel auch künftig nur eingleisig genutzt werden soll, erlaubte die Herstellung einer neuen Stahlbeton-Innenröhre mit Rundumabdichtung vor dem alten Sandsteingewölbe. Da die Sanierungsarbeiten nur in den nächtlichen Betriebspausen und an den Wochenenden bei Aufrechterhaltung des werktäglichen Eisenbahnbetriebes stattfinden konnten, wurde die Sanierung taktweise in Acht-Meter-Blöcken hergestellt. Der Tunnel ist der Scheitelpunkt der Strecke, die von dort aus steil in Richtung Niedernhausen abfällt.
Am Streckenkilometer 17,8 zwischen Auringen-Medenbach und Niedernhausen (Taunus) bestand zwischen 1996 und 1998 der Haltepunkt „Rhein-Main-Theater“, der das gleichnamige Musical-Theater bediente, in dem „Sunset Boulevard“ von Andrew Lloyd Webber in deutscher Sprache uraufgeführt wurde. Durchgehende Theaterzüge verkehrten von Frankfurt (Main) Hauptbahnhof nach Niedernhausen, von wo sie als Sperrfahrt zum Haltepunkt „Rhein-Main-Theater“ zurücksetzten.
In Niedernhausen wird die Ländchesbahn kreuzungsfrei zwischen die Gleise der Main-Lahn-Bahn eingeführt, wodurch die Züge konfliktfrei zwischen den Strecken wechseln können.

## Betrieb

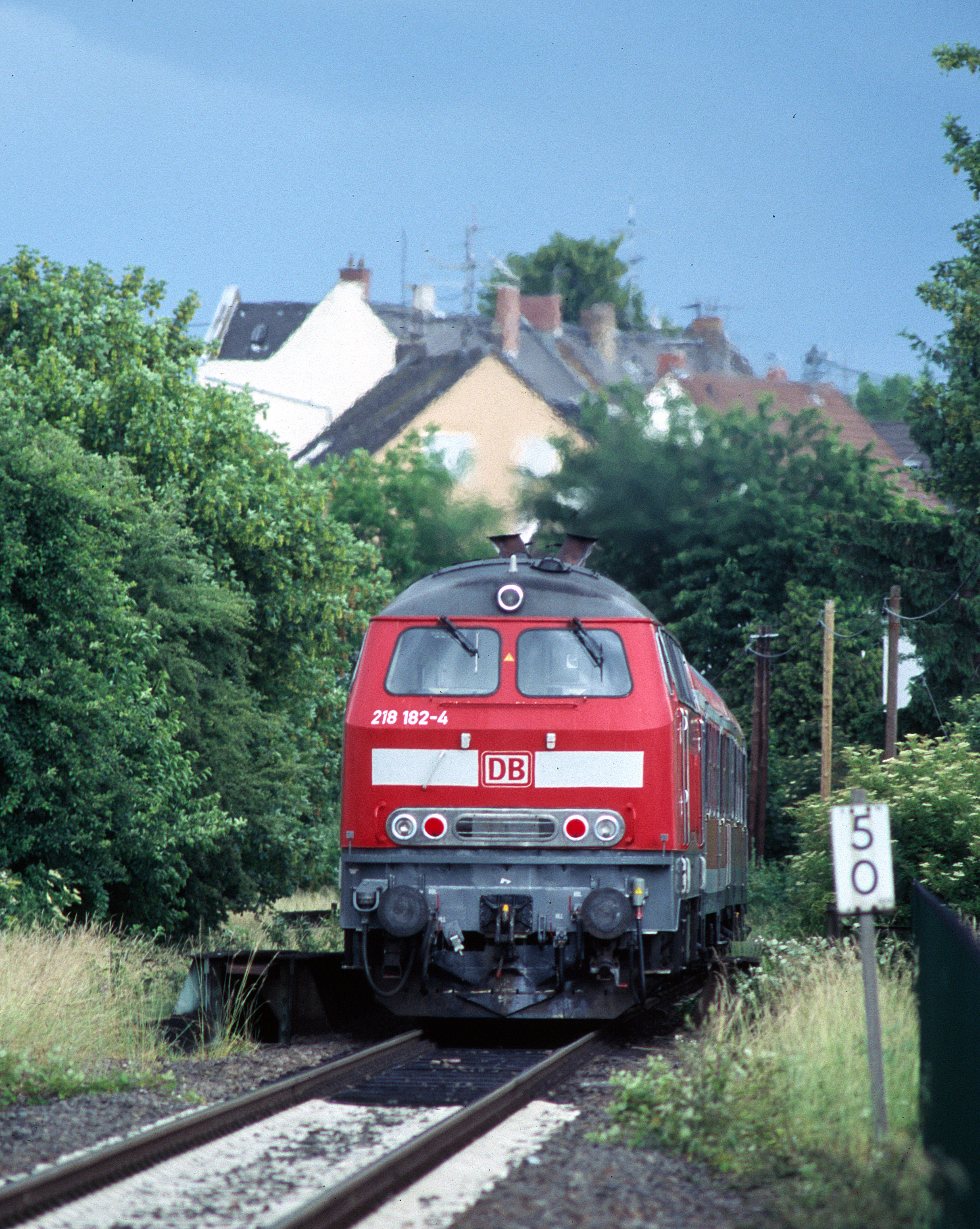
Diesellokomotive der Baureihe 218 mit Wendezug in Wiesbaden-Erbenheim, Juni 2004

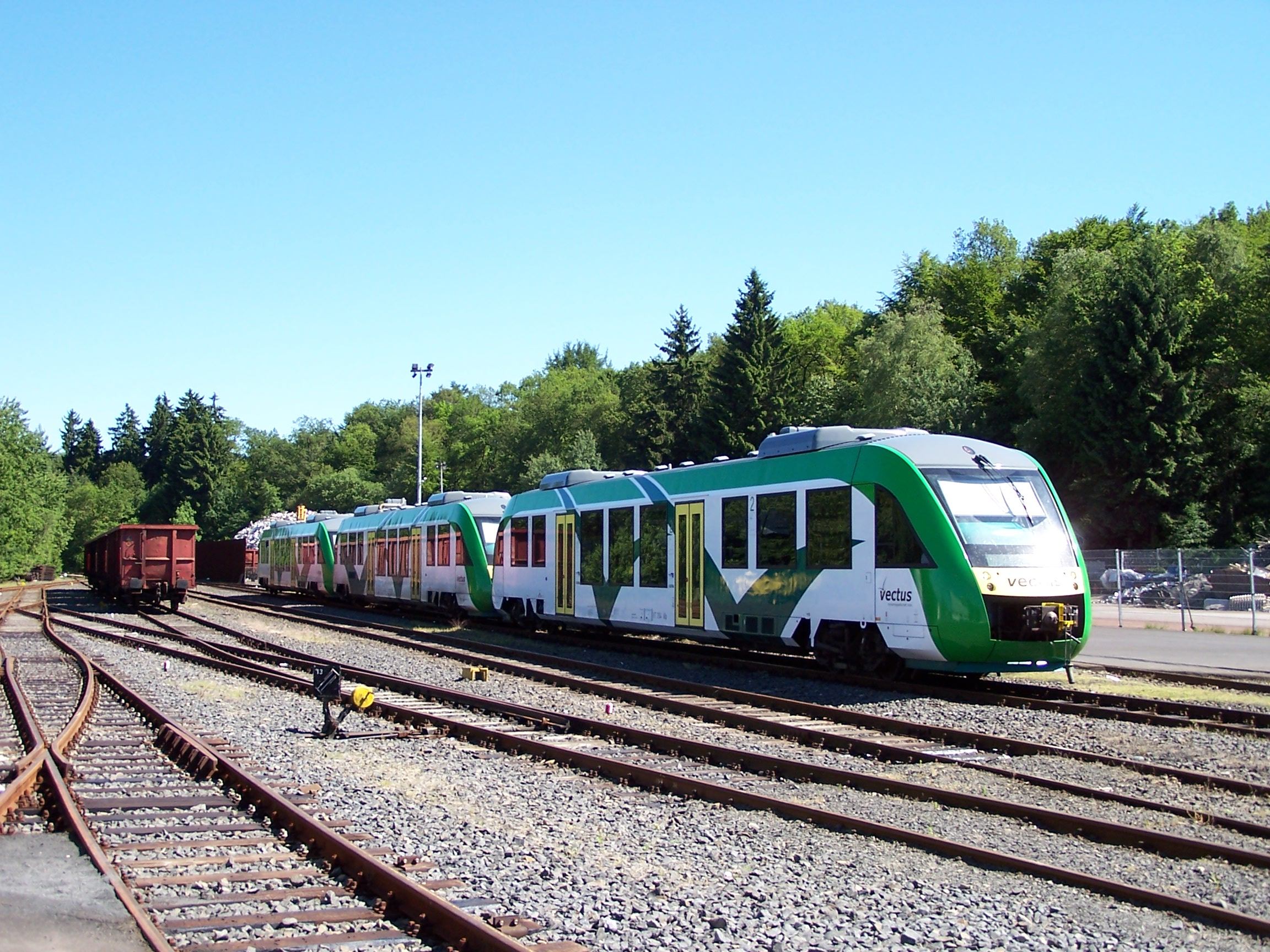
Triebwagen der vectus Verkehrsgesellschaft mbH

Nach dem Zweiten Weltkrieg verkehrten auf der Strecke vorwiegend Akkumulatortriebwagen der Baureihe ETA 176, die in Limburg beheimatet waren. Später fuhren Diesellokomotiven der Baureihe V 160 mit drei bis vier n-Wagen. Grundsätzlich hielten die meisten Züge an allen Unterwegsstationen, die sämtlich über Kreuzungsmöglichkeiten verfügten. Lediglich im Berufsverkehr verkehrten Eiltriebwagen von Limburg nach Wiesbaden Hbf ohne Halt ab Niedernhausen. In den verkehrsschwachen Zeiten wurden einzelne Triebwagenfahrten über Niedernhausen bis Limburg verlängert, um lokbespannte Züge zu ersetzen. Diese Betriebsform hat sich bis heute erhalten. In den 1970er Jahren wurde ein Eiltriebwagenpaar Au (Sieg)–Mainz über die Ländchesbahn geführt, das den Westerwald mit den Landeshauptstädten Wiesbaden und Mainz verband. Mit der Einführung des Taktfahrplanes auf der Main-Lahn-Bahn systematisierte sich auch der Anschlussverkehr auf der Ländchesbahn, so dass auf die Kreuzungsmöglichkeit in Auringen-Medenbach verzichtet werden konnte – der Bahnhof wurde zu einem Haltepunkt zurückgebaut.
In den 1990er Jahren und um die Jahrtausendwende verkehrten überwiegend Dieseltriebwagen der Baureihe 628 und daneben auch lokbespannte Züge auf der Ländchesbahn.
Von 2004 bis Dezember 2014 wurde der Verkehr auf der Ländchesbahn mit LINT-Triebwagen des Unternehmens vectus mit Sitz in Limburg abgewickelt. Da vectus bis Dezember 2011 abends und am Wochenende einen Teil seiner Triebwagen zur Reinigung nach Gießen überführte, übernahm in dieser Zeit die Deutsche Bahn mit Dieseltriebwagen der Baureihe 628 die Verkehrsleistungen.
Seit Gründung des Rhein-Main-Verkehrsverbundes (RMV) ist die Strecke in dessen Tarif integriert.
Mit dem Projekt „Stadtbahn Wiesbaden“ wurde die Einführung einer Regional-Stadtbahn nach dem Karlsruher Modell diskutiert, in die auch die Ländchesbahn einbezogen werden sollte. Diese Pläne waren schon recht weit gediehen, wurden dann aber durch einen Wechsel der politischen Mehrheiten 2001 aufgegeben.
Anfang November 2014 wurde bekanntgegeben, dass sich der Rhein-Main-Verkehrsverbund und Alstom darauf einigten, ab frühestens 2018 neue Triebwagen mit Brennstoffzellen-Antrieb auf den Linien des Taunus-Netzes (12, 13, 15 und 21) einzusetzen.
Seit dem 14. Dezember 2014 verkehrt auf der Strecke die Regionalbahnlinie RB 21, die von der Hessischen Landesbahn (HLB) betrieben wird. Die Bedienung erfolgte zunächst übergangsweise mit Stadler GTW sowie einer weiteren LINT-41-Garnitur der HLB etwa ein Jahr lang, bis die sechs der HLB gehörenden und bis dato auf der Bahnstrecke Kahl–Schöllkrippen genutzten Siemens Desiro Classic im Dezember 2015 frei wurden.

## Bahnhöfe
Alle Bahnhöfe der Ländchesbahn befinden sich im RMV-Tarifgebiet. Mit Ausnahme des Bahnhofs Niedernhausen und des aufgelassenen Haltepunktes Rhein-Main-Theater liegen diese auch im Wiesbadener Stadtgebiet. Einige bieten direkten Anschluss zu lokalen Buslinien, bei anderen liegt die nächste Bushaltestelle ein Stück entfernt und lässt auch im Haltestellennamen keinen Bahnhofsbezug erkennen. Der für Frühjahr 2013 angekündigte Beginn der Umbauarbeiten der Wiesbadener Bahnhöfe verzögerte sich. Im Dezember 2014 wurde bekannt gegeben, dass die Umbauarbeiten im Frühjahr 2016 beginnen und im Herbst 2016 abgeschlossen sein sollten.
- Karte mit allen Koordinaten:
- OSM |
- WikiMap

### Wiesbaden-Erbenheim

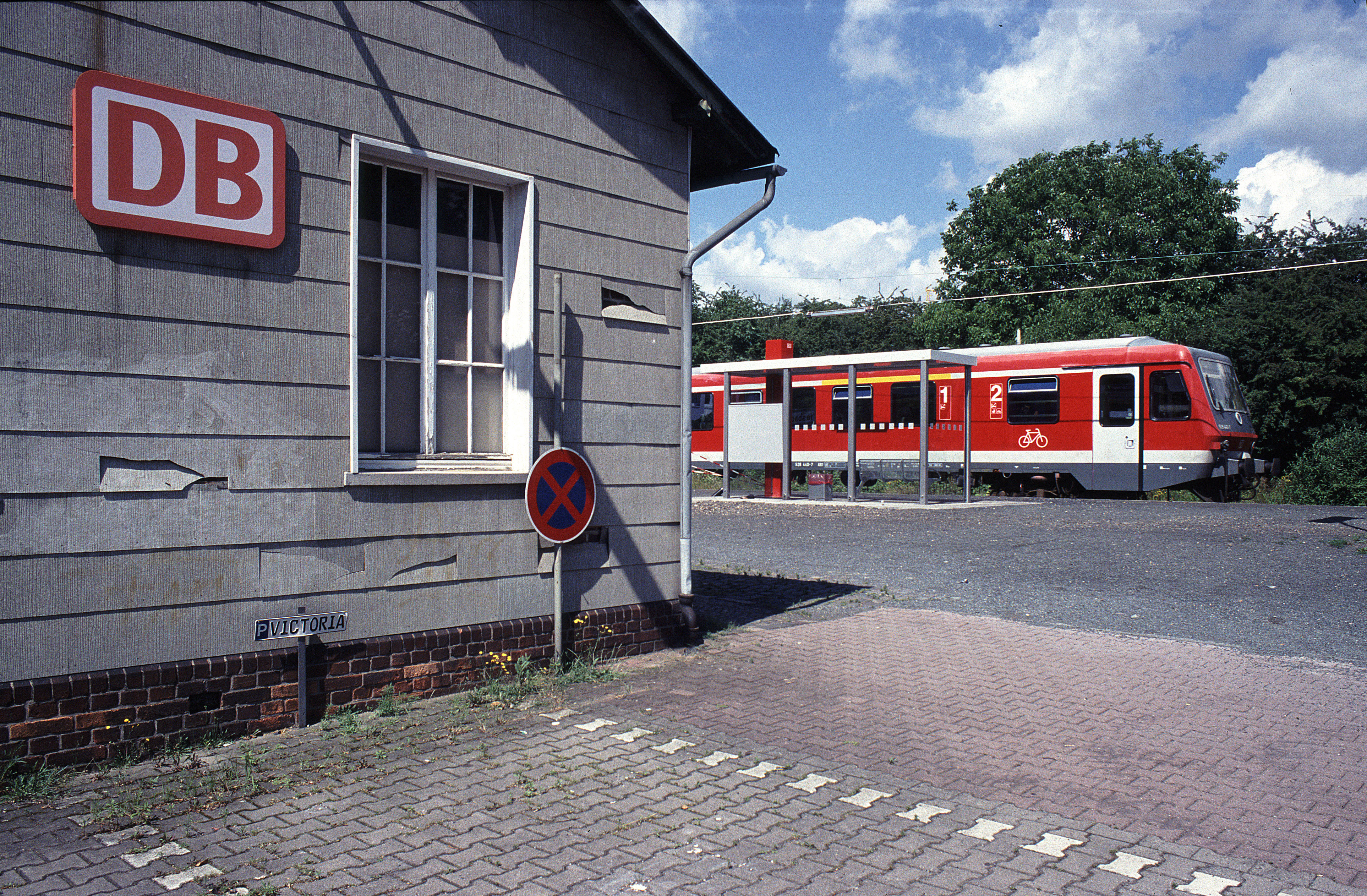
Bahnhof Wiesbaden-Erbenheim im Juni 2004 vor Abbruch des Bahnhofsgebäudes (links) mit Dieseltriebwagen der Baureihe 628

Der Bahnhof Wiesbaden-Erbenheim (50° 3′ 17″ N, 8° 17′ 44″ O) befindet sich etwa 400 Meter westlich von Rathaus und Kirchplatz des Stadtteils Erbenheim. Ursprünglich trug er die Bezeichnung Erbenheim. Zum 7. Oktober 1928 wurde er in Wiesbaden-Erbenheim umbenannt.
Bis 2005 befanden sich in Erbenheim zwei mechanische Stellwerke, die mit dem Rückbau des Bahnhofs zum Haltepunkt abgerissen wurden. Jenes an der Ausfahrt zum Wiesbadener Hauptbahnhof diente als Wärterstellwerk. Das einstöckige, ehemalige Bahnhofsgebäude barg früher einen Fahrkartenschalter sowie eine Gepäckannahme. Im Rahmen der Erneuerung der Bahnhöfe an der Ländchesbahn ist eine Verlegung der Station in Richtung Berliner Straße vorgesehen, um die Wege von Bushaltestelle und Ortsmitte zum Bahnhof zu verkürzen.

### Wiesbaden-Igstadt

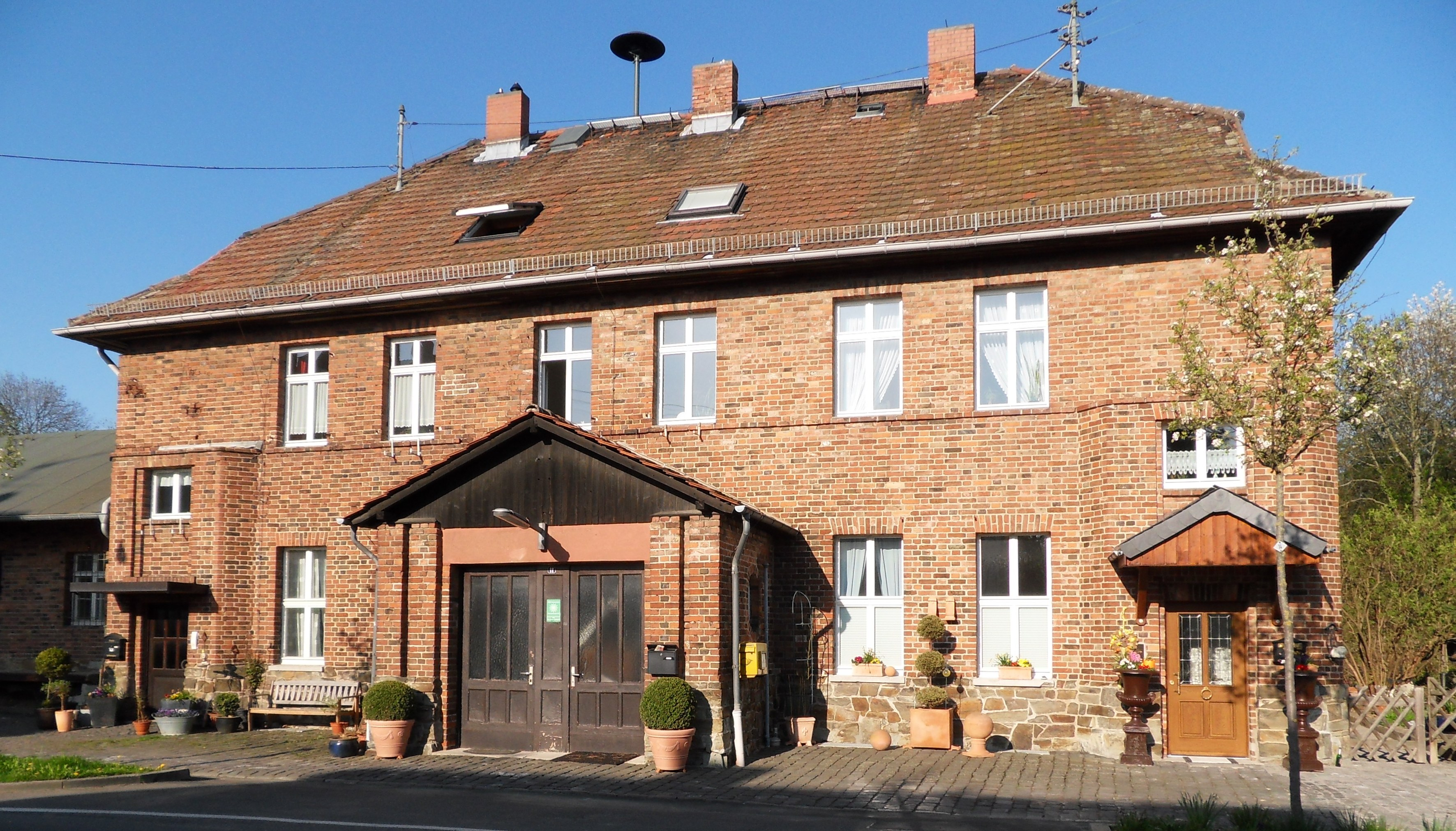
Empfangsgebäude des Bahnhofs Wiesbaden-Igstadt (2010)

Der Bahnhof Wiesbaden-Igstadt (50° 4′ 56″ N, 8° 19′ 32″ O) liegt westlich des Stadtteils Igstadt und verfügt über ein denkmalgeschütztes Empfangsgebäude von 1926. In Zukunft soll ein neuer Zugang von der Ortsmitte zum Bahnhof geschaffen werden. Der Bahnhof Igstadt verfügt neben den Endpunkten als einzige Station an der Ländchesbahn über eine Kreuzungsmöglichkeit. Im Juli 2017 wurde das mechanische Stellwerk durch ein elektronisches Stellwerk ersetzt, das von Wiesbaden aus ferngesteuert wird.

### Auringen-Medenbach

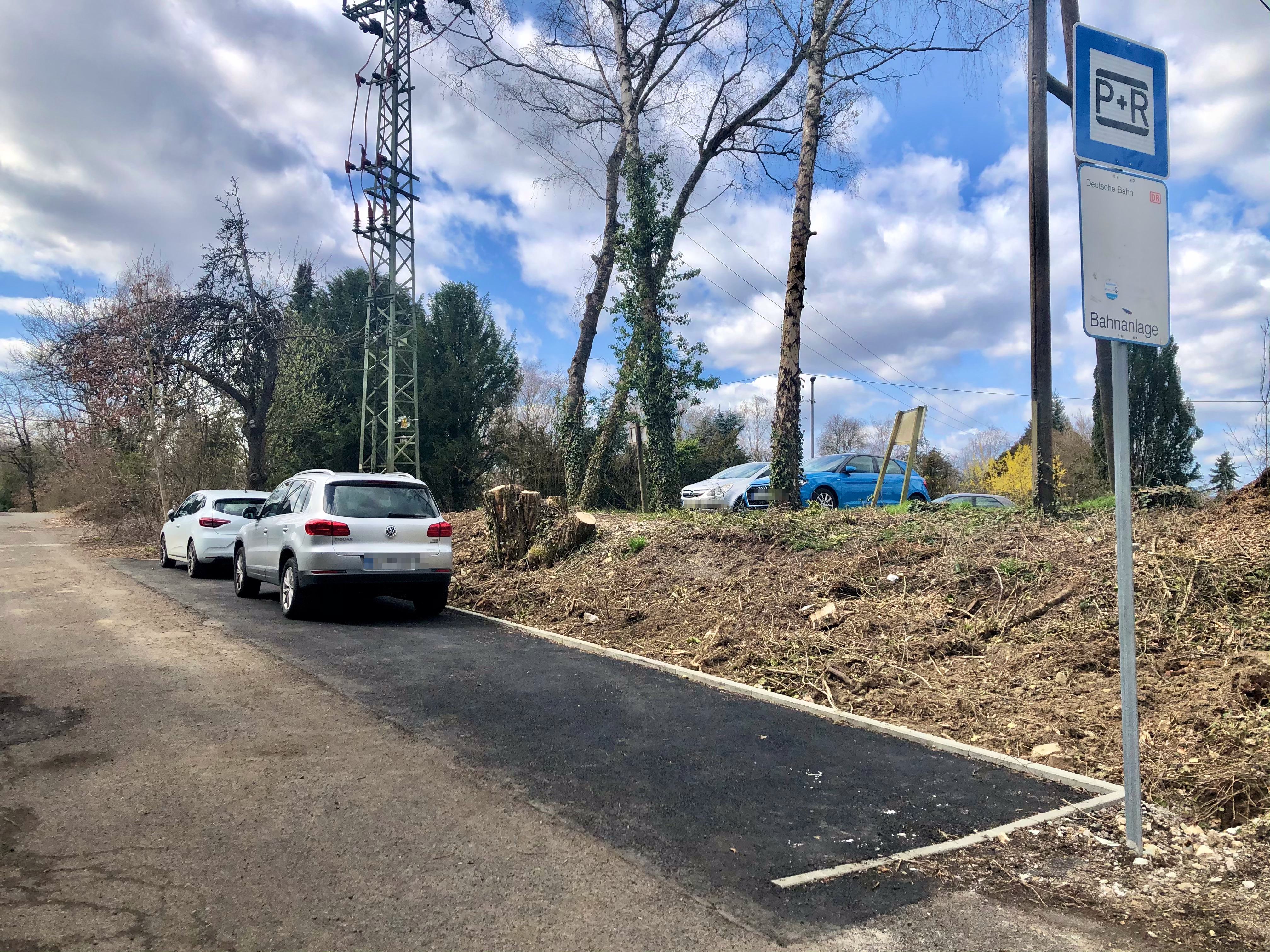
Die neuen Park&Ride-Parkplätze am Bahnhof Auringen-Medenbach

Der Bahnhof Auringen-Medenbach (50° 6′ 48,9″ N, 8° 19′ 55,1″ O) befindet sich zwischen den beiden Wiesbadener Stadtteilen Auringen und Medenbach. Erbaut wurde ein stattliches Empfangsgebäude mit Anbau, Frachtschuppen, Waschküche, Petroleumkeller sowie Stallungen. Im Erdgeschoss war ein großer Warteraum mit Holzbänken und einem Kanonenofen, die Obergeschosse dienten den Bahnbeamten als Wohnung. Ursprünglich verfügte der Bahnhof über zwei Personengleise und ein Gütergleis, deren Weichen über ein Stellwerk bedient wurden. Das Gebäude wurde im Jahr 1972 wegen Baufälligkeit abgerissen und durch ein Wartehäuschen ersetzt. Inzwischen wurden die Anlagen zum Haltepunkt zurückgebaut. Die Busse der ESWE halten an der nahen August-Ruf-Straße. Derzeit laufen Planungen zur Modernisierung des Haltepunktes und zur Verbesserung der Verbindung zwischen Bahnhaltepunkt und Bushaltestelle. Seit März 2021 gibt es einen Park&Ride-Parkplatz am Bahnhof Auringen-Medenbach.

### Niedernhausen
Am Bahnhof Niedernhausen (50° 9′ 34,7″ N, 8° 18′ 46,3″ O) besteht Anschluss zur Main-Lahn-Bahn, zur S-Bahn-Linie S2 sowie zu den Bussen des Omnibusverkehrs Rhein-Nahe (ORN) und der ESWE Verkehrsgesellschaft.